# Heinrich Martin Thümmig
Heinrich Martin Thümmig (* 5. Juni 1693 in Münchsteinach; † 23. März 1778 in Steben) war ein deutscher evangelischer Theologe.

## Leben
Der Sohn des Predigers Johann Valentin Thümmig (1663–1733), der später eine Pfarrstelle in Steben bekleidete, bekam die erste Ausbildung durch seinen Vater. 1708 wurde er Zögling des Gymnasiums in Hof (Saale), wo der damalige Rektor Johann Joseph Seyler einen günstigen Einfluss auf seine wissenschaftliche Ausbildung ausübte. 1712 ging er an die Universität Jena, kam im Haus von Jesaias Friedrich Weissenborn (1673–1750) unter und besuchte die Vorlesungen an der theologischen Fakultät.
Den Plan, eine akademische Dozentur anzustreben, verwarf er, um seinen Vater in dessen Amt zu unterstützen. 1718 war er Adjunkt seines Vaters, nach dessen Tod 1733 Pfarrer in Steben und später Senior des Kirchenkreises in Hof. Er starb, nachdem er in den Ruhestand versetzt worden war. Von seinen wenigen Schriften erlangte eine Schrift über das Temperament Martin Luthers in der Reformationsgeschichte einige Bedeutung.
1721 heiratete er Anna Eleonora Christiana Layritz, die Tochter des Weimarer Oberhofpredigers Johann Georg Layritz, mit der er neun Kinder hatte.

## Werke
- Commentatio. de temperamento Lutheri, ex ipsius, ut et Reformationis historia illustrata, firmisque testimoniis adornata. Chur 1717.
- Observationes physicae, de acidulis Stebensibus. Chur 1722.
- Vindiciae cultus Dei publici, qui in templis peragitur, iuxta praxin Ecclefiae … Evangelicae receptam. Chur 1724.
- Grossmüthiger Moses, oder Abbildung eines wahren Christen in der Praxi. Jena 1730.
- Prozess der göttlichen Versuchung zwischen Christo und dem Cananäischen Weibe vorgegangen, aus der Geschichte Matthaei XV, 21–28 erläutert, mit den nachdrücklichsten Stellen bestärket und mit auserlesenen Zeugnissen der Kirchenväter beleget. Jena 1732.
- Schreiben an Joh. Ad. Küffner – ob es dem Christenthum gemäss sey, öffentliche Ehren-Aemter mit denen damit verknüpften Ehren-Tituln anzunehmen? Hof 1734.